# Ebnyelvűfű
Az  ebnyelvűfű (Cynoglossum) a borágófélék (Boraginaceae) családjába tartozó nemzetség. Virágaik sugaras szimmetriájúak. A nemzetségbe világszerte mintegy 75 faj tartozik, Magyarországon ebből kettő fordul elő. Kétnyáriak.
Fogyasztásuk nem javasolt, ugyanis pirrolizidin alkaloidokat tartalmaznak, amelyek bizonyítottan mérgezők a máj számára! Szerepel az OGYÉI tiltólistáján is.

## Közönséges ebnyelvűfű(C. officinaleL.)
A növény 30–70 cm magas, rásimuló szőrökkel borított kétéves faj. Nem védett.

### Élőhelye
Száraz gyepekben, gyomtársulásokban. Mindenfelé gyakori.

### Jellemzői
- A felső levelek ülők és keskenyek, az alsók nyelesek és szélesebb ládzsásak.
- A párta 5–6 mm átmérőjű, ibolyás, vörösesbarna színű. Virágzata forgó. Május-júniusban virágzik.
- Termése makkocska, melyen horgas tüskék vannak (koldustetű).[3] A részterméskék (4) szélén van szegély.

## Magyar ebnyelvűfű(C. hungaricumSimk.)

### Élőhelye
Száraz homokpusztagyepekben és löszpusztákon. Országszerte ritka, az Alföldön gyakoribb.

### Jellemzői
- A növényt borító szőrök elállók.
- A levelek szíves vállúak.
- A részterméskéken (4) nincs szegély.

## Fajok
Kb. 75 faja a trópusokon és a szubtrópusokon él. Európában 11 faja él.
- Cynoglossum amabile Stapf & J.R. Drumm. – Kína, Bhután;[4]
- Cynoglossum australe R.Br.;
- Cynoglossum borbonicum (Lam.) Bory;
- Cynoglossum boreale Fernald;
- Cynoglossum castellanum Pau;
- Cynoglossum cheirifolium L. – Dél-Európa, É-Afrika;[5]
- Cynoglossum clandestinum Desf. – Spanyolország, Portugália, Szardínia, Szicília, Algéria, Marokkó, Tunézia, Líbia;[5]
- Cynoglossum coeruleum Hochst. ex A. DC. – trópusi Afrika;[4]
- Cynoglossum columnae Ten. – Olaszország, Szicília, Balkán-félsziget, Törökország;[5]
- Cynoglossum creticum Mill.;
- Cynoglossum dioscoridis Vill. – Spanyolország, Franciaország, Olaszország, Marokkó, Algéria;[4]
- Cynoglossum formosanum Nakai – Tajvan, Japán;[6]
- Cynoglossum furcatum Wall. ex Roxb. – Ázsia;[4]
- Cynoglossum gansuense Y.L.Liu – Kína 1600–2900 méteres magasságokban;[6]
- Cynoglossum geometricum Baker & C.H. Wright (syn.: Cynoglossum coeruleum Hochst. ex A. DC. subsp. geometricum (Baker & C. H. Wright) S. Edwards) – Afrika;
- Cynoglossum germanicum Jacq.;
- Cynoglossum grande Douglas ex Lehm. – Kanada, USA;[4]
- Cynoglossum hungaricum Simonkai – magyar ebnyelvűfű, K- és D-Európa, Törökország;[5]
- Cynoglossum lanceolatum Forssk. – Afrika, Ázsia;[4]
- Cynoglossum macrocalycinum Riedl – Kína (Xinjiang);[6]
- Cynoglossum magellense Ten. – Olaszország;[5]
- Cynoglossum microglochin Benth.;
- Cynoglossum montanum L.;
- Cynoglossum nebrodense Guss. – Szicília;[5]
- Cynoglossum nervosum Benth. ex C.B. Clarke – India, Pakisztán;[4]
- Cynoglossum occidentale A. Gray;
- Cynoglossum officinale L. – közönséges ebnyelvűfű;
- Cynoglossum rotatum Velen.;
- Cynoglossum schlagintweitii (Brand) Kazmi – India, Kína 2500–4000 méteres magasságban;[6]
- Cynoglossum sphacioticum Boiss. & Heldr. – Kréta;[5]
- Cynoglossum triste Diels – Kínában 2500–3100 méteres magasságban;[4][6]
- Cynoglossum virginianum L. – Kanada, USA;[4]
- Cynoglossum viridiflorum Pallas ex Lehmann – Kazahsztán, Kirgizisztán, Oroszország, Tadzsikisztán, Türkmenisztán, Üzbegisztán, Kína;[6]
- Cynoglossum wallichii G. Don (beleértve a var. glochidiatum (Wall. ex Benth.) Kazmi; syn.:Cynoglossum glochidiatum Wall. ex Benth.) – Afganisztán, India, Pakisztán, Nepál, Bhután, Mianmar, Kína;[4]
- Cynoglossum zeylanicum (Vahl) Brand – India, Sri Lanka.[4]

Más nemzetségbe sorolt fajok:
- Cynoglossum apenninum L. → Solenanthus apenninus (L.) Fisch. & C. A. Mey.;
- Cynoglossum reverchonii (Debeaux ex Degen) Greuter & Burdet → Solenanthus reverchonii Degen.

## Fordítás
- Ez a szócikk részben vagy egészben  a   Hundszungen (Pflanzen) című német Wikipédia-szócikk Arten und Verbreitung című fejezete ezen változatának fordításán alapul.  Az eredeti cikk szerkesztőit annak laptörténete sorolja fel. Ez a jelzés csupán a megfogalmazás eredetét és a szerzői jogokat jelzi, nem szolgál a cikkben szereplő információk forrásmegjelöléseként.